# بیدزینا ایوانیشویلی
بیدْزینا ایوانیشْویلی (به گرجی: ბიძინა ივანიშვილი) تاجر و سیاستمدار گرجی است. ایوانیشویلی در آوریل ۲۰۱۲ حزب رؤیای گرجی را تأسیس کرد. او رقیب اصلی سیاسی رئیس‌جمهور گرجستان و حزب او منتقد جدی سیاست‌های دولت میخیل ساآکاشویلی در گرجستان به‌شمار می‌آید. وی در فهرست ثروتمندترین افراد که توسط مجله فوربس در مارس ۲۰۱۲ منتشر کرد، با ثروتی در حدود ۶٫۴ میلیارد دلار، رتبه ۱۵۳ را به خود اختصاص داد. وی با این دارایی، ثروتمندترین فرد گرجستان لقب گرفت. او دهمین سیاستمدار ثروتمند جهان است.
بیدزینا ایوانیشویلی، میلیاردری است که ثروت خود را در روسیه به‌دست آورده است. وی در عرصه سیاسی خواستار بهبود روابط گرجستان با روسیه است. وی در عین حال بر هواداری حزب رؤیای گرجستان از سیاست‌های غرب‌گرایانه تأکید می‌کند و اعلام کرده که قصد دارد گرجستان را به سمت عضویت در پیمان آتلانتیک شمالی، ناتو، و بعدها به سوی عضویت در اتحادیه اروپا ببرد. ایوانیشویلی همچنین خواستار دخالت کمتر دولت در کسب‌وکار بخش خصوصی، کمک بیشتر دولت به قشرها کم‌درآمد، و کاستن از تنش‌ها با روسیه است.

## پیشینه

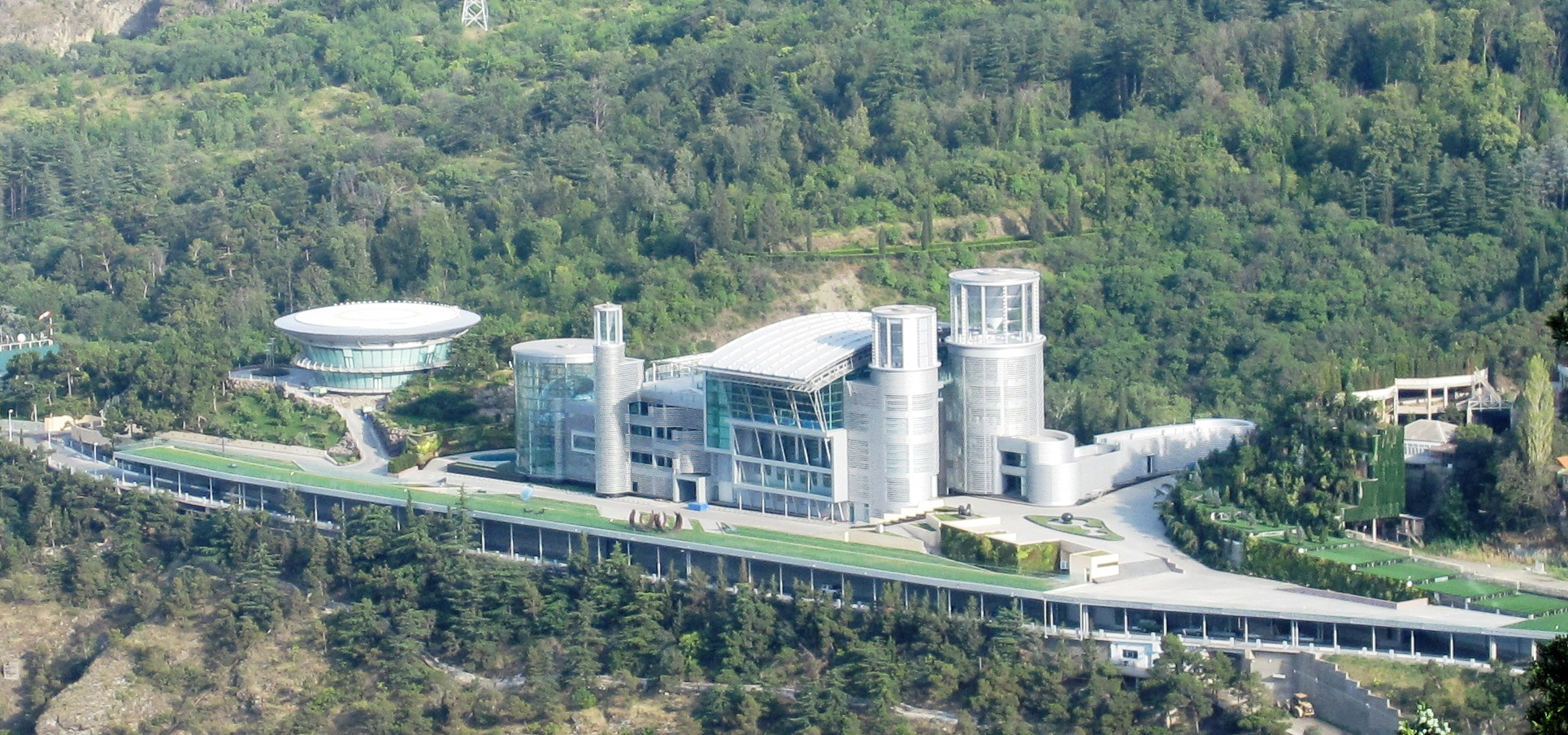
مجتمع بیدزینا ایوانیشویلی در تفلیس، طراحی شده توسط شین تاکاماتسو.

او زاده ۱۸ فوریه سال ۱۹۵۶ در روستای چورویلا واقع در منطقه ایمرتی در غرب گرجستان است. وی که کوچک‌ترین عضو خانواده محسوب می‌شود، در یک خانواده هفت نفره فقیر به دنیا آمد و پدرش کارگر کارخانه منگنز بود. پس از پایان دبیرستان، در مقطع کارشناسی رشته اقتصاد در دانشگاه دولتی تفلیس مشغول به تحصیل شد. وی در سال ۱۹۸۲ به مسکو عزیمت کرد و دوره دکتری اقتصاد خود را در دانشگاه دولتی مهندسی راه‌آهن مسکو گذراند.
وی در مجتمعی بر روی تپه‌های تفلیس زندگی می‌کند که طراح آن معمار معروف ژاپنی، شین تاکاماتسو است و این بنا را به سفارش او طراحی کرده است. ارزش این بنا حدود ۵۰ میلیون دلار است.

## مخالفت با ساآکاشویلی
ایوانیشویلی سرسخت‌ترین مخالف دولت و شخص میخیل ساآکاشویلی به‌شمار می‌آید. ایوانیشویلی معتقد است شیوه ساکاشویلی این است که هر چیزی را که دوست ندارد به روس‌ها نسبت دهد. او همچنین ساکاآشویلی را مسئول جنگ سال ۲۰۰۸ می‌داند. ایوانشویلی در عرصه‌های داخلی نیز اختلاف نظرهای جدی با ساکاآشویلی دارد.
ایوانیشویلی در سال ۲۰۱۲ میلادی، با حزب رؤیای گرجی و همچنین حمایت دیگر احزاب موفق به شکست حزب جنبش اتحاد ملی گرجستان در انتخابات پارلمانی، شهرداری‌ها و ریاست‌جمهوری شد.